# Jin Weishaowang
Weishaowang est le septième empereur de la seconde dynastie Jin. Il règne sur le nord de la Chine de 1208 à sa mort, le 11 septembre 1213. Son nom de naissance était Wányán Yǒngjì (完顏永濟).

## Biographie
Wanyan Yongji est le fils de l'empereur Shizong et de sa concubine, dame Li. Il monte sur le trône en 1208, à la mort de son neveu l'empereur Zhangzong.
Les Mongols de Gengis Khan mènent leurs premières offensives de taille contre les Jin sous son règne, à partir de 1211. Il est trahi et assassiné par le général Heshilie Zhizhong dans sa capitale de Pékin, devenant ainsi le troisième et dernier empereur Jin assassiné. C'est un autre de ses neveux, Wanyan Xun, qui lui succède.
Il n'est pas révéré comme un empereur après sa mort, mais simplement comme « prince Shao de Wei ».

## Noms d'ère
- 1209-1212 : Dà'ān 大安
- 1212-1213 : Chóngqìng 崇慶
- 1213 : Zhìníng 至寧